# Danny Ferry
Daniel John Willard „Danny” Ferry (ur. 17 października 1966 w Hyattsville) – amerykański koszykarz, skrzydłowy, mistrz NBA z 2003 roku, działacz NBA.
W 1985 wystąpił w meczu gwiazd amerykańskich szkół średnich - McDonald’s All-American.
Jest synem byłego gracza oraz generalnego menedżera zespołów NBA – Boba Ferry.
W lipcu 2003 został sprzedany do Indiana Pacers. Nie rozegrał w barwach tego zespołu ani jednego spotkania, zwolniono go we wrześniu. Jeszcze w tym samym miesiącu został dyrektorem do spraw operacji koszykarskich w swoim byłbym klubie San Antonio Spurs. W czerwcu 2005 został generalnym menedżerem w kolejnym byłym klubie – Cleveland Cavaliers.
25 czerwca 2012 objął stanowisko dyrektora do spraw operacji koszykarskich oraz generalnego menedżera w klubie Atlanty Hawks.

## Osiągnięcia
NCAA
- Finalista NCAA (1986)[4]
- Uczestnik:
  - NCAA Final Four (1986, 1988, 1989)
  - rozgrywek Sweet 16 turnieju NCAA (1986–1989)
- Mistrz:
  - turnieju konferencji Atlantic Coast (ACC – 1986, 1988)
  - sezonu regularnego ACC (1986)
- Zawodnik Roku:
  - NCAA[5]:
    - im. Naismitha (1989)[6]
    - według:
      - United Press International (1989)[7]
      - United States Basketball Writers Association (1989)[5]

  - Konferencji Atlantic Coast (1988, 1989)[8]
- MVP turnieju ACC (1988)[5]
- 2-krotny Sportowiec Roku Konferencji ACC (1988, 1989)[5]
- Zaliczony do[5]:
  - I składu:
    - All-American (1989)
    - ACC (1988, 1989)
    - turnieju:
      - konferencji ACC (1988, 1989)
      - NCAA (1989)[9]

  - II składu:
    - All-American (1988)
    - ACC (1987)

  - składu 50. najlepszych zawodników w historii konferencji ACC (ACC Top 50 Players of All Time)[5]

NBA
- Mistrz NBA (2003)[1]

Reprezentacja
- Wicemistrz uniwersjady (1987)[5]